# Cyrtandropsis phaeotricha
Cyrtandropsis phaeotricha är en tvåhjärtbladig växtart som beskrevs av Rudolf Schlechter. Cyrtandropsis phaeotricha ingår i släktet Cyrtandropsis och familjen Gesneriaceae. Inga underarter finns listade i Catalogue of Life.